# Raspay
Raspay (en valenciano Raspai) es una localidad y pedanía española perteneciente al municipio de Yecla, en la parte oriental de la comarca de la Altiplano Murciano, Región de Murcia. Está situada en el límite con la provincia de Alicante. Cuenta con 121 habitantes (INE 2022).
Se encuentra ubicada en la sierra de las Pansas, una de las estribaciones de la sierra del Carche, a 23 kilómetros al sur de Yecla y a unos 70 kilómetros al norte de Murcia. Dispone de varios parajes de interés, entre los que destacan la cueva de la Zurriera, la de Jaime el Barbudo y la fuente de las Pansas. La población es bilingüe de habla valenciana y española.
El valenciano llegó en el siglo XIX a esta pedanía yeclana gracias a los trabajadores provenientes de pueblos de habla valenciana como Pinoso o Monóvar entre otros, atraídos por las tierras que ofrece este valle.

## Historia

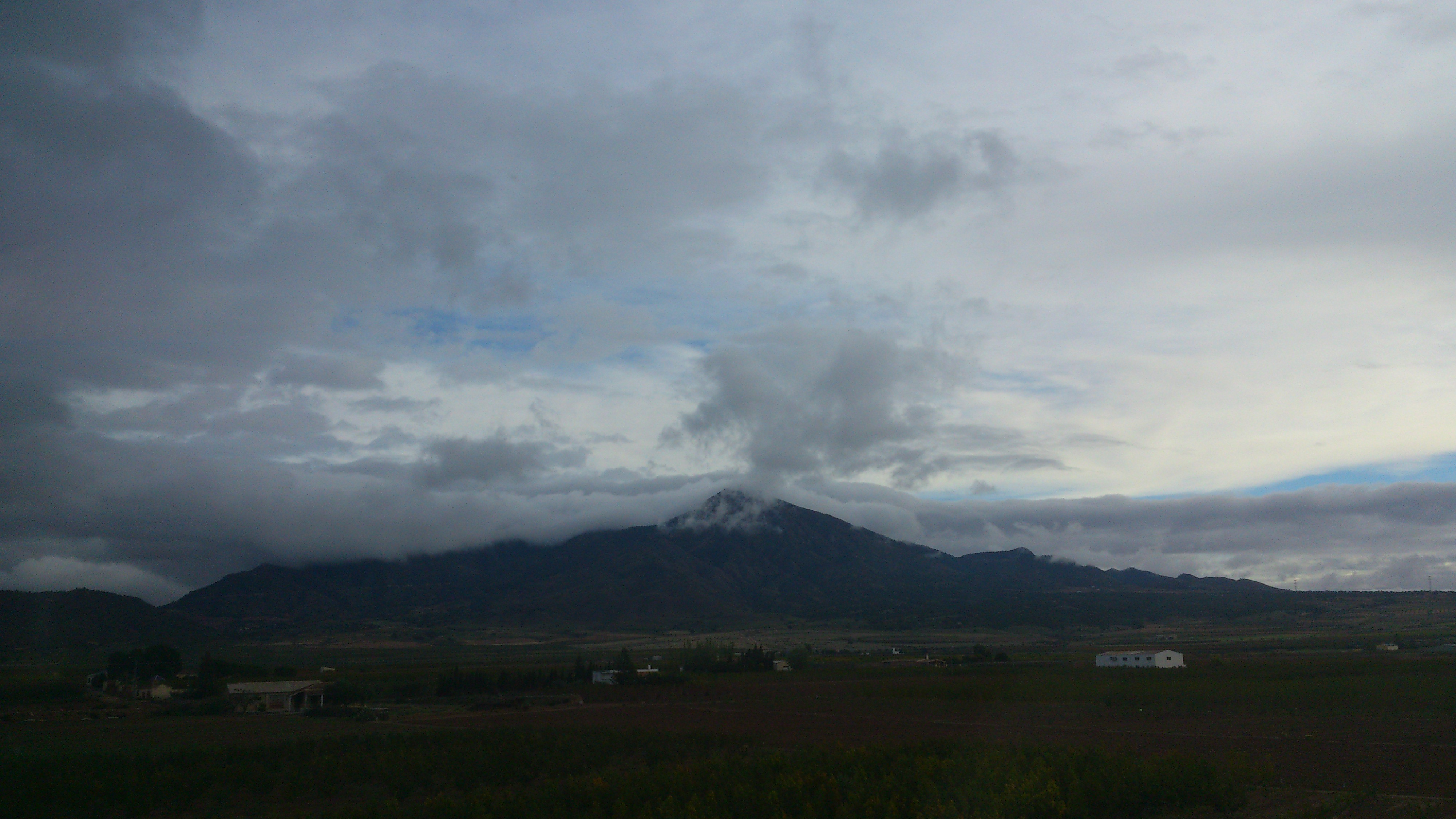
Sierra del Carche, paraje natural donde se enclava la población de Raspay

El poblamiento permanente de la zona se remonta a 1855, cuando Antonio Ibáñez Galiano (nacido en la ciudad albaceteña de Almansa el 9 de marzo de 1829) se encargó de la rectoría de la pedanía y se convirtió en el primer cura de esas tierras. Llega en un momento difícil. En 1855, fecha de su entrada en Yecla, como rector de Raspay y, muy pronto, como ecónomo de la Asunción, el Ayuntamiento está gobernado por el abogado Fortunato Díaz y Maza de Linaza (1815-92), progresista partidario de Espartero.

## Demografía
La población de Raspay se encuentra en un claro retroceso como consecuencia del elevado número de ancianos y la ausencia de nacimientos.
| 2000 | 2002 | 2004 | 2006 | 2008 | 2010 | 2012 | 2014 | 2015 | 2016 | 2017 |  |
| ---- | ---- | ---- | ---- | ---- | ---- | ---- | ---- | ---- | ---- | ---- |  |
| 147  | 135  | 135  | 128  | 119  | 111  | 100  | 96   | 91   | 94   | 100  |  |

## Festividades
Raspay celebra sus fiestas patronales en honor al Sagrado Corazón de Jesús y el Dulce Corazón de María, a finales de junio. Además se celebra San Isidro Labrador, patrón de Yecla, pero lo hace el 20 de mayo, para no coincidir con la capital municipal.

## Comunicaciones
La carretera que une Yecla con Pinoso, la C-3223, tiene un acceso por la RM-A19 que accede a esta pedanía.